# 奥尔日河畔维勒穆瓦松
奧爾日河畔维勒穆瓦松（法語：Villemoisson-sur-Orge，法語發音：[vilmwasɔ̃ syʁ ɔʁʒ] ⓘ）是法国法兰西岛大区埃松省的一个市镇，位于该省南部，属于帕莱索区。

## 地理
奥尔日河畔维勒穆瓦松（48°39'55"N, 2°19'51"E）面积2.31 平方千米，位于法国法蘭西島大區埃松省，该省份为法国北部内陆省份，北起上塞纳省和马恩河谷省，西接厄尔-卢瓦省和伊夫林省，南至卢瓦雷省，东临塞纳-马恩省。
与奥尔日河畔维勒穆瓦松接壤的市镇（或旧市镇、城区）包括：奥尔日河畔埃皮奈、聖熱訥維耶沃-德布瓦、奥尔日河畔莫尔桑、奥尔日河畔萨维尼。

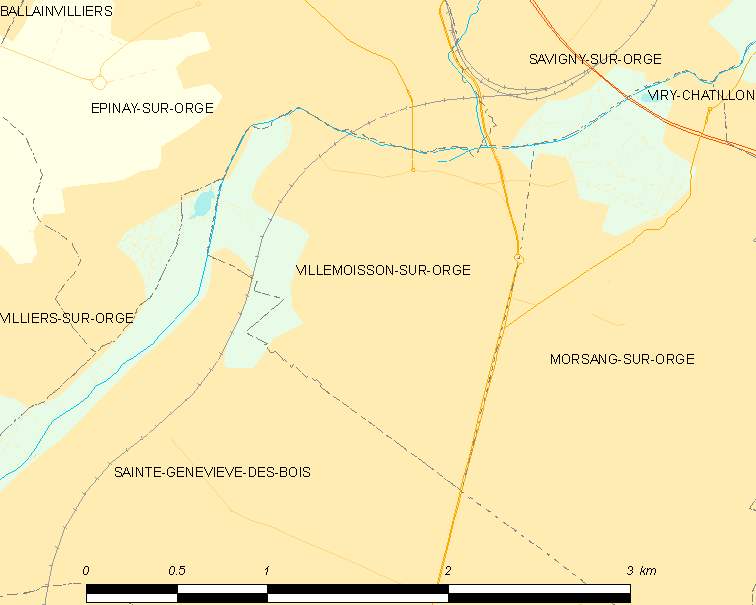
奥尔日河畔维勒穆瓦松的OSM定位图

奥尔日河畔维勒穆瓦松的时区为UTC+01:00、UTC+02:00（夏令时）。

## 行政
奥尔日河畔维勒穆瓦松的邮政编码为91360，INSEE市镇编码为91667。

## 政治
奥尔日河畔维勒穆瓦松所属的省级选区为圣热讷维耶沃-德布瓦县。

## 人口

1962-2008年间奥尔日河畔维勒穆瓦松人口变化图示

奥尔日河畔维勒穆瓦松于2022年1月1日时的人口数量为7226人。